# ミッタク＝レフラーの定理
複素解析において、ミッタク＝レフラーの定理（ミッタク＝レフラーのていり、英: Mittag-Leffler's theorem）とは、前もって与えられた極を持つ有理型関数の存在に関する定理である。一方、ワイエルシュトラスの因数分解定理は、前もって与えられた零点を持つ正則関数の存在を主張する定理であり、本定理と対をなす。この定理の名称は、ヨースタ・ミッタク＝レフラー (Gösta Mittag-Leffler) に因んでいる。

## 定理
D を C の開集合とし、E ⊂ D を閉離散部分集合とする。各々の a ∈ E に対し、pa(z) を 1/(z−a) の多項式とする。このとき D 上の有理型関数 f であって任意の a ∈ E に対して関数 f(z) − pa(z) が a において正則であるようなものが存在する。とくに、f の a における主要部は pa(z) である。
1つの証明の概略は以下のようになる。E が有限であれば
{\displaystyle f(z)=\sum _{a\in E}p_{a}(z)}
ととればよいことに注意する。E が有限でなければ、E の有限部分集合 F に対し有限和
{\displaystyle S_{F}(z)=\sum _{a\in F}p_{a}(z)}
を考える。F が E に近づくときに SF(z) は収束しないかもしれないが、（ルンゲの定理により）D の外部に極を持つ有理関数をうまく選んで SF(z) の主要部を変えることなしに引くことができ、そうして収束は保証される。

## 例
すべての正の整数において留数 1 の一位の極を持つ有理型関数を求めよう。上記の記法を使い、pk = 1/(z−k), E = Z+ = {1, 2, 3, ...} とおくと、ミッタク＝レフラーの定理は、各々の正の整数 k に対し、z = k での主要部が pk(z) であるような有理型関数 f が存在することを（構成的ではないが）言っている。この f は所望の性質を持っている。より構成的には、
{\displaystyle f(z)=z\sum _{k=1}^{\infty }{\frac {1}{k(z-k)}}}
とおくことができる。この級数は所望の性質を持つ有理型関数に C 上正規収束する（M-判定法を用いて証明できる）。

## 有理型関数の極展開
有理型関数の極展開の例をいくつか挙げる：
{\displaystyle {\frac {1}{\sin z}}=\sum _{n\in \mathbb {Z} }{\frac {(-1)^{n}}{z-n\pi }}={\frac {1}{z}}+\sum _{n=1}^{\infty }(-1)^{n}{\frac {2z}{z^{2}-n^{2}\pi ^{2}}}}
{\displaystyle \cot z\equiv {\frac {\cos z}{\sin z}}=\sum _{n\in \mathbb {Z} }{\frac {1}{z-n\pi }}={\frac {1}{z}}+\sum _{k=1}^{\infty }{\frac {2z}{z^{2}-k^{2}\pi ^{2}}}}
{\displaystyle {\frac {1}{\sin ^{2}z}}=\sum _{n\in \mathbb {Z} }{\frac {1}{(z-n\pi )^{2}}}}
{\displaystyle {\frac {1}{z\sin z}}={\frac {1}{z^{2}}}+\sum _{n\neq 0}{\frac {(-1)^{n}}{\pi n(z-\pi n)}}={\frac {1}{z^{2}}}+\sum _{n=1}^{\infty }{\frac {(-1)^{n}}{n\pi }}{\frac {2z}{z^{2}-\pi ^{2}n^{2}}}}